# Maioris Decima
Maioris Decima és una urbanització costanera al terme municipal de Llucmajor situada entre les urbanitzacions de Bellavista i El Puigderrós, dins terrenys que feien part de la possessió de Son Granada de Baix.
El 1976 se n'aprovà el projecte d'urbanització, tot i que el procés urbanitzador començà el 1989. L'empresa promotora és Maioris Decima, SA. El conjunt té 24,64 ha i s'hi començà a construir el 1992 amb habitatges unifamiliars isolats i apartaments, amb una capacitat de 829 places.